# Thiên sứ xấu xa
Thiên sứ xấu xa (Tiếng Trung Quốc: 恶棍天使, Tiếng Anh: Devil and Angel) là bộ phim điện ảnh Trung Quốc hài lãng mạn  chuyển thể từ vở kịch cùng tên ( Thiên sứ xấu xa ), do Quang Tuyến ảnh nghiệp phát hành, Đặng Siêu, Du Bạch Mi đạo diễn. Phim công chiếu tại Trung Quốc đại lục từ ngày 24 tháng 12 năm 2015.

## Nội dung
Trong đám tang của mình, Tra Tiểu Đao (Tôn Lệ diễn) vì bất mãn với cuộc sống buồn chán, vô giá trị của bản thân, tức giận mà cầu cứu tới thần y. Cũng vô tình đụng độ phải 1 kẻ xấu xa kiêu ngạo là Mạc Phi Lý (Đặng Siêu diễn). Hai người dưới sự bảo trợ của Thần y đã trở thành đối tác của nhau, trong công việc thường hay đụng độ nảy lửa.

## Diễn viên
- Đặng Siêu vai Mạc Phi Lý
- Tôn Lệ vai Tra Tiểu Đao
- Đại Lạc Lạc vai Quách Tư Tư
- Lương Siêu vai Chiết Nhĩ Căn
- Dương Tân Minh vai Lão Đinh
- Vương Nghiễn Huy vai Hoa tổng
- Loan Nguyên Huy vai Giám đốc Cát
- Triệu Man Trúc vai Nhuế Tư Đạt
- Trương Lộ vai nữ giáo sư